# فانيس وو
فانيس وو هو ممثل ومغني ومخرج ومنتج وكوميدي أمريكي تايواني ولد في يوم 7 أغسطس 1978 في سانتا مونيكا في كاليفورنيا. بدأ مشواره في سنة 2001، ومثل في عدة أفلام ومسلسلات أمريكية وصينية منها حديقة ميتور ومهرجان الخريف والأميرة وايونغ ومثل في فيلم ييب مان 4: النهاية. في سنة 2002 بدأ بالغناء مع فرقة إف 4 التايوانية وأنتج معهم تسعة ألبومات.

## روابط خارجية
- فانيس وو على موقع IMDb (الإنجليزية)
- فانيس وو على موقع ميوزك برينز (الإنجليزية)
- فانيس وو على موقع أول موفي (الإنجليزية)
- فانيس وو على موقع ديسكوغز (الإنجليزية)
- فانيس وو على موقع قاعدة بيانات الفيلم (الإنجليزية)